# Polonius biseratensis
Polonius biseratensis är en insektsart som beskrevs av William Lucas Distant. Polonius biseratensis ingår i släktet Polonius och familjen hornstritar. Inga underarter finns listade i Catalogue of Life.